# Una breve vacanza
Una breve vacanza (Amargo despertar, no Brasil) é um filme de Vittorio de Sica, produzido por Espanha e Itália.

## Resumo
Uma árdua trabalhadora, explorada pelo seu mau marido, tem uma relação temporária com um jovem elegante. Isto acontece numa estância de verão onde ela faz uma cura de descanso (paga pela firma).

## Elenco
- Florinda Bolkan
- Daniel Quenaud
- Renato Salvatori
- José Maria Prada
- Hugo Blanco
- Teresa Gimpera
- Maria Mizar Ferrara
- Adriana Asti